# محافظة بورسعيد
محافظة بورسعيد، هي إحدى محافظات جمهورية مصر العربية تقع في شمال البلاد على ساحل البحر المتوسط، وعاصمتها مدينة بورسعيد وتضم المحافظة أيضًا مدينة بورفؤاد التي تمثل الشطر الآسيوي لهذه المحافظة الأفروآسيوية الممتدة بين قارتي إفريقيا وآسيا، وقد تحولت بورفؤاد من حي إلى مدينة بمحافظة بورسعيد بموجب قرار رئيس الوزراء الأسبق السيد أحمد نظيف رقم 651 لسنة 2010، لتتحول المحافظة إلى محافظة متعددة المدن.
وتعتبر محافظة بورسعيد إحدى محافظات القناة وهي محافظة حضرية أُنشئت كمدينة عام 1859 وكانت تسمى محافظة عموم القنال، وقد رفع أول علم على مبنى ديوان المحافظة العام 1868.
وظل تاريخ المحافظة متأثرًا بتاريخ مصر متفاعلًا مع الأحداث الوطنية ويؤكد ذلك دورها أثناء الاحتلال البريطاني منذ عام 1882 حتى تاريخ الجلاء عن أرض مصر عام 1956، ثم العدوان الثلاثي على مصر والذي برز فيه دور بورسعيد الفدائي حتى تم إجلاء المعتدين في 23/12/1956، وهو اليوم الذي تم تسميته عيد النصر ويمثل العيد القومي للمحافظة.
وتوالت الأحداث حتى نصر أكتوبر 1973، ثم صدر قرار بتحويل بورسعيد إلى منطقة حرة في 1/1/1976 واعتبرت هذه المنطقة الحرة أحد عوامل الجذب السياحي بالمحافظة، حيث تصل إليها الآن العديد من السفن السياحية لقضاء سياحة اليوم الواحد بما يؤدي إلى زيادة الدخل وتنشيط حركة التجارة.

## الموقع والمساحة وعدد السكان
تقع محافظة بورسعيد في شمال شرق مصر على بوابة قناة السويس وتحيط بها من الشرق محافظة شمال سيناء ومن الجنوب محافظة الإسماعيلية ومن الغرب محافظة دمياط، وتبلغ مساحته المحافظة 1351.14 كم 2، وتتكون المحافظة من 8 مناطق تتمثل في سبعة أحياء رئيسية هي: حي الشرق، حي العرب، حي المناخ، حي الضواحي، حي الجنوب، حي الزهور، حي غرب، بالإضافة إلى مدينة بورفؤاد.
- إجمالي عدد سكان بورسعيد: 760,152 ألف نسمة طبقاً للنتائج النهائية لتعداد مصر 2020.

## المنطقة الحرة
في فترة رئاسة الرئيس محمد أنور السادات تم إنشاء المنطقة الحرة في المحافظة في 1 يناير 1976 وهي تنص على حق الامتياز في المعاملة الجمركية، ما تسبّب في انتعاش اقتصادي بالمدينة.
فالبضائع الواردة إلى المحافظة لا تفرض عليها رسوم جمركية أو رسوم مخفضة ويوجد جمركين بريين لبورسعيد هما جمرك النصر وجمرك الجميل إضافة إلى جمارك جوية وبحرية.
و تم إنشاء مناطق صناعية وهي الآن مصدر رئيسي للملابس الجاهزة إلى الولايات المتحدة وأوروبا كما أن معظم هذه المناطق أصبحت ضمن اتفاقية الكويز ويعمل بها حوالي 200000 عامل [بحاجة لمصدر]من خارج بورسعيد يأتون ويغادرون كل يوم من الإسماعيلية والدقهلية والشرقية.

## المناخ
تتميز محافظة بورسعيد بالمناخ المعتدل طوال العام.

## مناطق الجذب السياحي
أولاً: السياحة الثقافية:
متحف بورسعيد القومي : للآثار الذي يقع عند التقاء مياه قناة السويس بالبحر الأبيض المتوسط ويعتبر أول متحف من نوعه في تاريخ مصر حيث أنه يضم حوالي 9000 قطعة أثرية من كل العصور بدءاً من العصر الفرعوني وعبوراً بالعصر اليوناني والروماني وبالعصر القبطي والإسلامي وانتهاء بالعصر الحديث.
متحف بورسعيد الحربي : ويضم لوحات مجسمة عن معركة 1956 كما يضم بعض القطع الحربية والأدوات العسكرية لحروب 1956 – 1967 – 1973.
متحف النصر للفن الحديث : ويضم العديد من الأعمال الفنية لكبار فناني مصر في مختلف أفرع الفن التشكيلي.
متحف هيئة قناة السويس ببورسعيد : ويضم مقتنيات أثرية ولوحات زيتية تعود تاريخها إلى حفر قناة السويس وإنشاء هيئة قناة السويس.
قاعدة تمثال دي لسبس: توجد في مدخل قناة السويس امتداد شارع فلسطين حيث تمر السفن التي تأتي من جميع أنحاء العالم مما جعل منها مزاراً سياحيا.
مبنى هيئة قناة السويس: يمتاز بروعة وجمال التصميم وموقعه المطل على قناة السويس.
فنار بورسعيد القديم: أُنشئ عام 1869 ويعد أول بناء في العالم من الخرسانة المسلحة.
مسلة الشهداء: توجد أمام مبنى المحافظة وقد أنشئت تخليداً لذكرى شهداء بورسعيد في معاركهم.
ثانياً: السياحة الترفيهية:
قرية النورس السياحية:
بها العديد من الملاعب المختلفة ومراكز العلاج الطبيعي ومدينة ملاهي وعدد 300 وحدة مصيفية وقاعة احتفالات ومركز تجـاري وحمامات سباحة وتقع في شارع طرح البحر.
الممشى الساحلي: ويقع بموازاة ســور الميناء وطرح البحر.
مناطق صيد السمك للهواة، كوبري الجميل – حجر سعيد – التفريعة – كوبري الخدمات ببور فؤاد.
جزيرة تنيس تبعد حوالي 9 كم في بحيرة المنزلة ويمكن الوصول إليها باللنشات من محطة بورسعيد البحرية.
ثالثاً: السياحة الدينية:
المسجد العباسي: أنشئ عام 1904 في عهد الخديوي عباس حلمي الثاني وهو أحد الآثار الإسلامية بالمحافظة.
الكاتدرائية الرومانية: أنشئت عام 1934 ويوجد بداخلها جزء من صليب المسيح.
كنيسة أوجيني: أنشئت مع افتتاح قناة السويس.

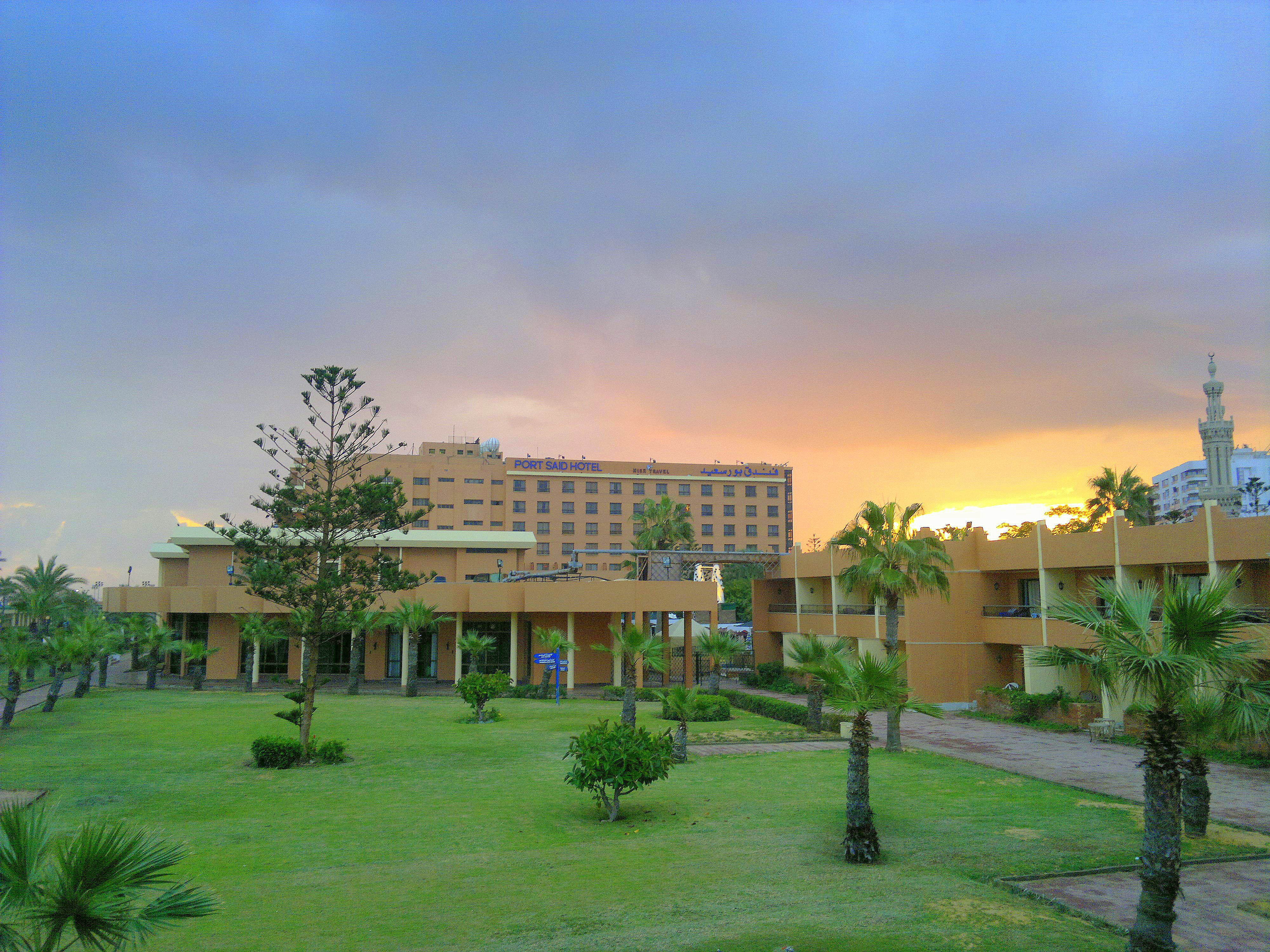
بورسعيد - حديقة فندق بورسعيد عند شروق الشمس

## الاتصالات
مفتاح المحافظة:
- من داخل مصر: 066
- من خارج مصر: 2066+